# Epimartyria pardella
Espèce
Epimartyria pardella est une espèce nord-américaine de papillons de nuit de la famille des Micropterigidae.

## Répartition
Epimartyria pardella se rencontre dans le Sud de l'Oregon et le Nord-Ouest de la Californie.

## Description
Son envergure est de 10 à 11 mm et son aile antérieure est brun métallique et présente trois taches dorées caractéristiques. Les adultes volent de début mai à mi-juillet et sont actifs pendant la journée. Les larves se nourrissent d'hépatiques, notamment de Conocephalum conicum et des espèces de Pellia, et mettent environ deux ans pour se développer complètement.

## Systématique
Epimartyria pardella a été décrite pour la première fois par Walsingham, Lord Thomas de Grey, en 1880 sous le protonyme Micropteryx pardella.
Epimartyria pardella a pour synonyme :
- Micropteryx pardella Walsingham, 1880